# Deutsche Agentur für Raumfahrtangelegenheiten
La Deutsche Agentur für Raumfahrtangelegenheiten (en français : Agence allemande pour les affaires spatiales) ou DARA est l'agence spatiale allemande responsable des projets spatiaux de ce pays entre 1989 et 1997. La DARA est créée en 1989 avec son siège à Bonn et reprend les projets et taches de pilotage de l'activité spatiale qui sont jusque-là prises en charge par la DFVLR et certains ministères comme celui de la Recherche et des technologies. À la suite d'une réorganisation de l'activité spatiale allemande, l'agence est fusionnée le 1er octobre 1997 avec le Centre de recherche allemand pour l'espace et l'aéronautique (DLR, anciennement DFVLR) qui est baptisé Deutsches Zentrum für Luft- und Raumfahrt (Agence allemande pour l'aéronautique et l'espace) en conservant le même acronyme.